# 拉沙特尔
拉沙特尔（法語：La Châtre，法語發音：[la ʃatʁ] ⓘ），法国中部城市，中央-卢瓦尔河谷大区安德尔省的一个市镇，同时也是该省的一个副省会，下辖拉沙特尔区，其市镇面积为6.06平方公里，2022年1月1日时人口数量为4,038人，在法国城市中排名第2,740位。
拉沙特尔位于安德尔省东南部，安德尔河畔，是一个区域性的中心城市，多条公路在此交汇。

## 地名来源
“沙特尔”一名来源于拉丁语单词“castrum”的复数形式“castra”，意为“城塞”，罗马人入侵当地时曾在此修建一处军营并由此得名。

## 历史

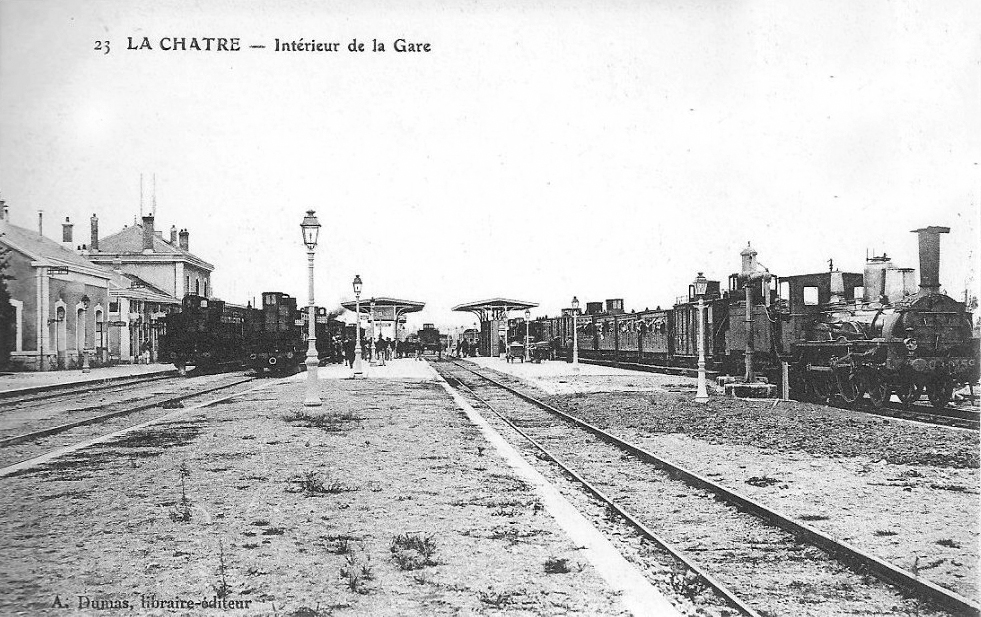
20世纪初的拉沙特尔火车站

拉沙特尔的早期历史尚不清楚，古罗马时期，一条东西走向的道路由此跨越安德尔河，此处出现了一座城塞，作为控制交通线的军事驿站。中世纪初，拉沙特尔的城塞逐渐失去军事战略地位，成为一处封建领主的家族宅邸，其附近逐渐形成聚落。中世纪中期，拉沙特尔出现了制革作坊，皮革加工成为当地的重要经济支柱。1152年，为报复亨利二世以及阿基坦的埃莉诺，法兰西国王路易七世下令烧毁了当时被金雀花王朝实际控制的拉沙特尔。英法百年战争期间，兰利的埃德蒙率领的英格兰军队于1360年和1369年两次袭击了拉沙特尔。为加强军事防御，当地领主于1417年开始重筑防御工事。中世纪末期，受到黑死病疫情的影响，拉沙特尔的社会经济遭受严重破坏。17世纪末，拉沙特尔多次爆发因不满加贝尔盐税而游行示威，1737年，拉沙特尔的军事城堡被改建成为一处监狱。法国大革命后，拉沙特尔成为安德尔省的一个市镇，并自1800年起成为该省的一个副省会。1820年，相邻的蒙日夫赖的11公顷土地被划入拉沙特尔的市镇范围。工业革命期间，连接沙托鲁和蒙吕松之间的铁路由拉沙特尔通过，于1882年建成通车，另有一条支线铁路前往盖雷，后因公路的发展，途径拉沙特尔的铁路在20世纪中期相继关闭。

## 地理

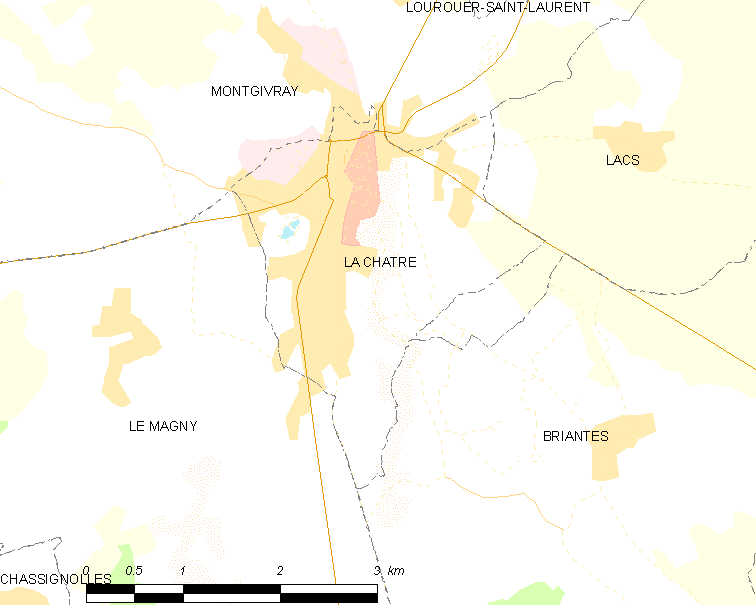
拉沙特尔市镇范围地图

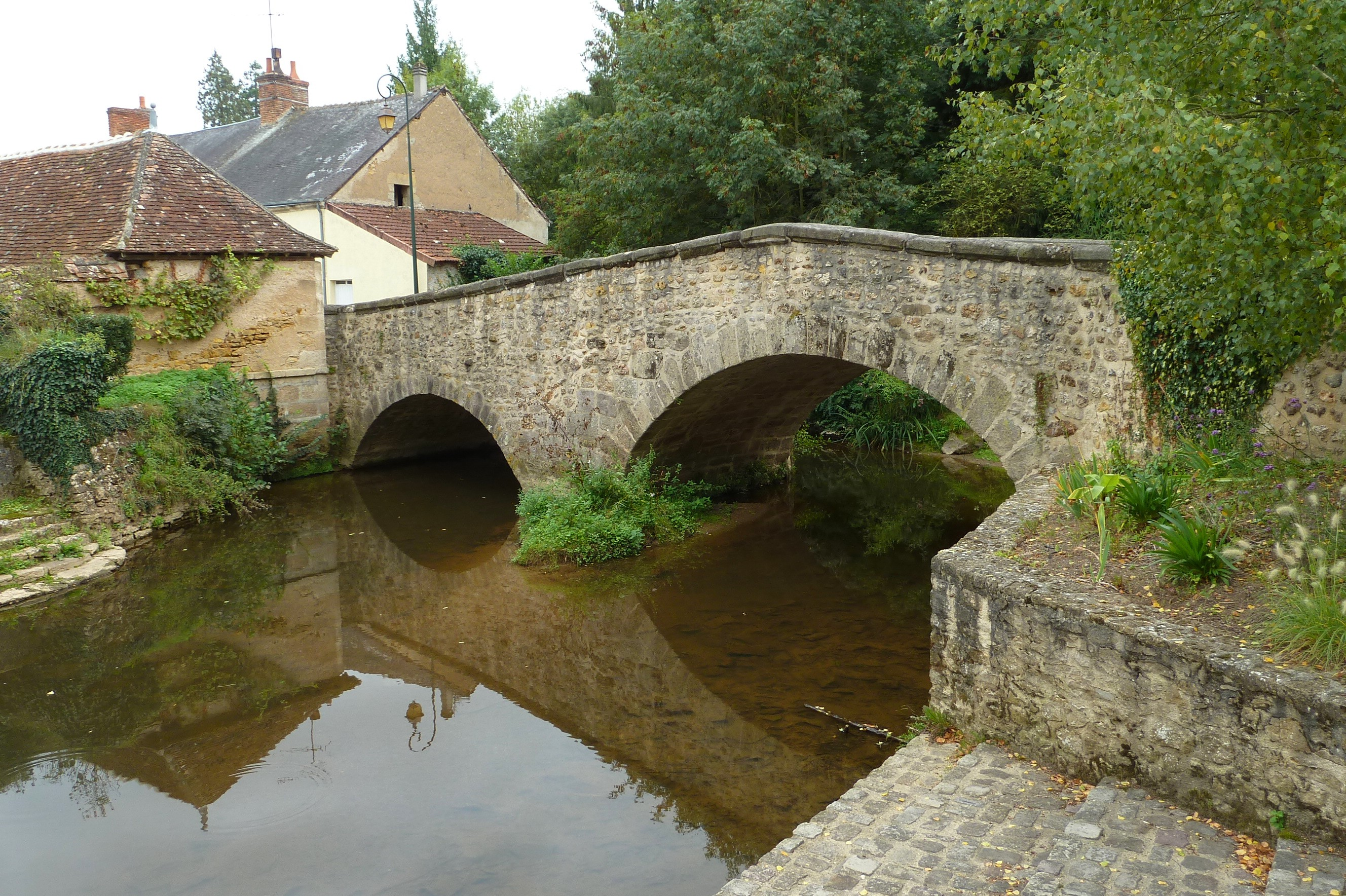
安德尔河拉沙特尔段

拉沙特尔位于法国中部，中央-卢瓦尔河谷大区南部和安德尔省东南部，距离省会沙托鲁大约37公里。与拉沙特尔接壤的市镇包括：布里扬特、拉克、勒马尼、蒙日夫赖。

### 地形
拉沙特尔位于贝里平原与法国中央高原过渡区域，境内以浅丘为主，市镇中心地势较为平坦，南部略高于北部，全境海拔在198到263米之间。

### 水文
安德尔河干流自南向北流经市区东部，该河是卢瓦尔河的左岸支流。

### 植被
拉沙特尔属于温带阔叶混交林区，乔治·桑广场（Square George Sand）是当地主要的城市绿地，林地则广泛分布于河流附近。
在鲜花城市的评比中，拉沙特尔被评为3星级鲜花城市。

### 气候
拉沙特尔在柯本气候分类法中属于温带海洋性气候。
距离拉沙特尔最近的常年气象站位于安德尔河畔圣塞韦尔境内，以下为该气象站的数据（其中日照数据取自沙托鲁）：
| 拉沙特尔1981年－2019年 | 拉沙特尔1981年－2019年 | 拉沙特尔1981年－2019年 | 拉沙特尔1981年－2019年 | 拉沙特尔1981年－2019年 | 拉沙特尔1981年－2019年 | 拉沙特尔1981年－2019年 | 拉沙特尔1981年－2019年 | 拉沙特尔1981年－2019年 | 拉沙特尔1981年－2019年 | 拉沙特尔1981年－2019年 | 拉沙特尔1981年－2019年 | 拉沙特尔1981年－2019年 | 拉沙特尔1981年－2019年 |
| 月份                   | 1月                    | 2月                    | 3月                    | 4月                    | 5月                    | 6月                    | 7月                    | 8月                    | 9月                    | 10月                   | 11月                   | 12月                   | 全年                   |
| ---------------------- | ---------------------- | ---------------------- | ---------------------- | ---------------------- | ---------------------- | ---------------------- | ---------------------- | ---------------------- | ---------------------- | ---------------------- | ---------------------- | ---------------------- | ---------------------- |
| 历史最高温 °C（°F）    | 19.4 (66.9)            | 23.6 (74.5)            | 29.8 (85.6)            | 31.7 (89.1)            | 34 (93)                | 39.4 (102.9)           | 41.3 (106.3)           | 41.6 (106.9)           | 36.6 (97.9)            | 30.6 (87.1)            | 26.4 (79.5)            | 22.6 (72.7)            | 41.6 (106.9)           |
| 平均高温 °C（°F）      | 7.5 (45.5)             | 8.8 (47.8)             | 12.5 (54.5)            | 15.3 (59.5)            | 19.6 (67.3)            | 23.3 (73.9)            | 26.1 (79.0)            | 25.9 (78.6)            | 21.9 (71.4)            | 17.2 (63.0)            | 11.2 (52.2)            | 8 (46)                 | 16.4 (61.5)            |
| 日均气温 °C（°F）      | 4.3 (39.7)             | 5 (41)                 | 7.8 (46.0)             | 10.1 (50.2)            | 14.1 (57.4)            | 17.5 (63.5)            | 19.8 (67.6)            | 19.6 (67.3)            | 16.2 (61.2)            | 12.7 (54.9)            | 7.6 (45.7)             | 4.9 (40.8)             | 11.6 (52.9)            |
| 平均低温 °C（°F）      | 1.2 (34.2)             | 1.1 (34.0)             | 3.1 (37.6)             | 4.8 (40.6)             | 8.6 (47.5)             | 11.6 (52.9)            | 13.6 (56.5)            | 13.4 (56.1)            | 10.5 (50.9)            | 8.2 (46.8)             | 4 (39)                 | 1.8 (35.2)             | 6.8 (44.2)             |
| 历史最低温 °C（°F）    | −19.4 (−2.9)           | −18.5 (−1.3)           | −13.8 (7.2)            | −6.4 (20.5)            | −11 (12)               | 0.4 (32.7)             | 4 (39)                 | 2.1 (35.8)             | −2 (28)                | −8 (18)                | −11.6 (11.1)           | −16.4 (2.5)            | −19.4 (−2.9)           |
| 平均降水量 mm（）      | 70.2 (2.76)            | 64.5 (2.54)            | 62.8 (2.47)            | 74.5 (2.93)            | 92.3 (3.63)            | 67.2 (2.65)            | 66.9 (2.63)            | 71.1 (2.80)            | 74.1 (2.92)            | 77.9 (3.07)            | 72.5 (2.85)            | 76 (3.0)               | 870 (34.3)             |
| 月均日照時數           | 72.1                   | 91.9                   | 155.6                  | 178.5                  | 208.6                  | 210.4                  | 231.7                  | 235.5                  | 189.5                  | 128.3                  | 79.6                   | 59                     | 1,840.7                |
| 来源：infoclimat.fr    |                        |                        |                        |                        |                        |                        |                        |                        |                        |                        |                        |                        |                        |

## 行政区划
拉沙特尔是法国中央-卢瓦尔河谷大区安德尔省的一个市镇，编号为36046，它也是安德尔省的一个副省会。拉沙特尔下辖拉沙特尔区，隶属于安德尔省第二选区，管理拉沙特尔县，同时也是拉沙特尔-圣塞韦尔市镇公共社区的办公驻地。
法国国家统计与经济研究所（简称）在进行数据统计时，将拉沙特尔及相邻的另外2个市镇（勒马尼、蒙日夫赖）设为拉沙特尔城市核心区，并将包括核心区在内的周边共6个市镇划为拉沙特尔城市区。自2020年起，拉沙特尔城市区被包含14个市镇的拉沙特尔城市辐射区代替。此外，还将拉沙特尔市镇整体看作一个“块区”（IRIS）。

## 交通

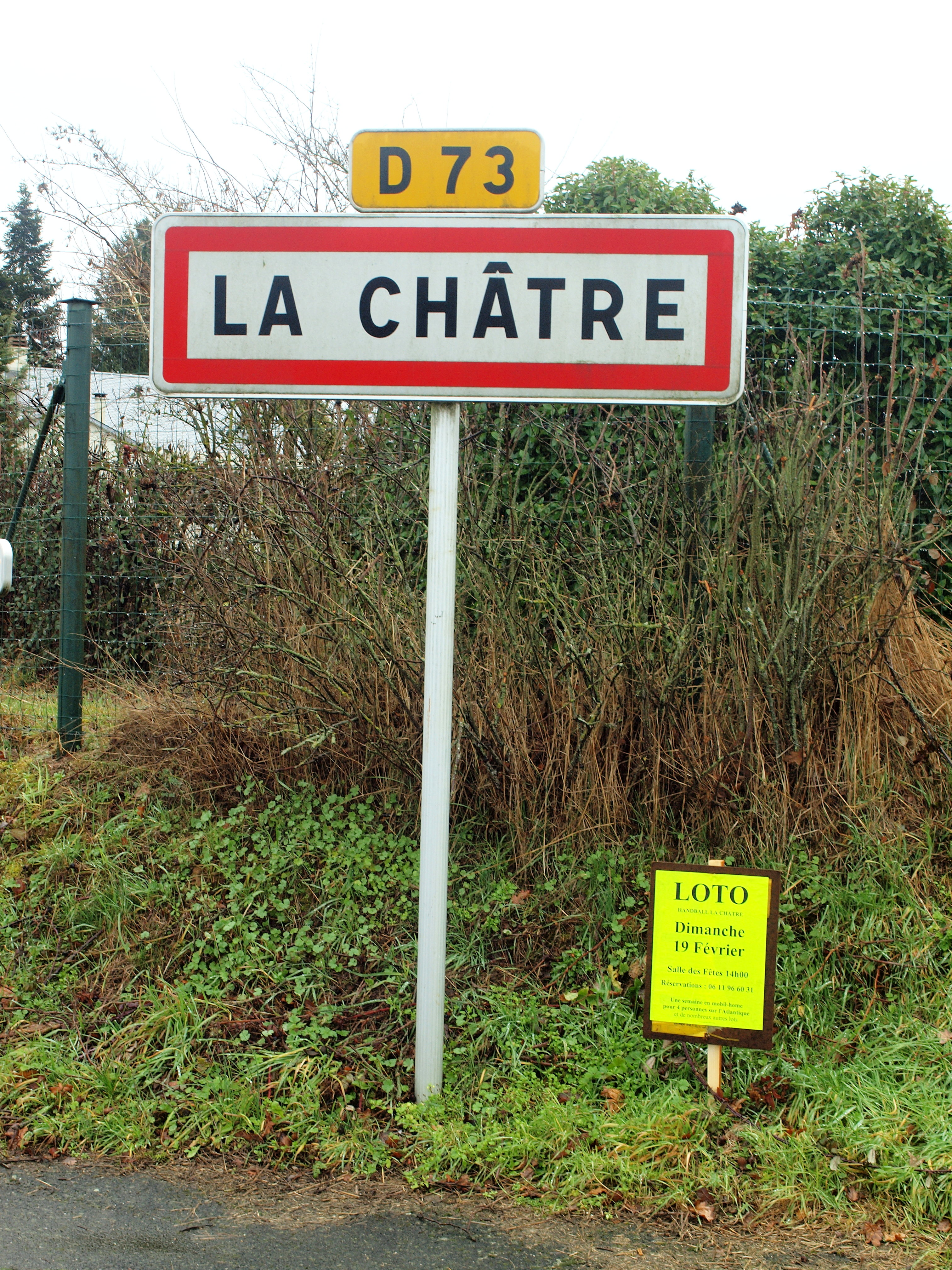
拉沙特尔的入城路牌

### 公路
安德尔省省道D49线、D73线、D83A线、D927线、D940线和D943线在拉沙特尔境内交汇，中央-卢瓦尔河谷大区城际客运巴士F线往返于拉沙特尔和沙托鲁之间，全年均有开行。
2017年，58.5%的拉沙特尔家庭拥有至少一辆私人汽车。2017年，拉沙特尔境内共发生各类交通事故2起，造成1人遇难，3人受伤。

### 铁路
拉沙特尔位于沙托鲁－戈泽城铁路和拉沙特尔－盖雷铁路的交汇处，两条铁路均已完全废弃。距离拉沙特尔最近的客运铁路车站是沙托鲁站。

### 航空
距离拉沙特尔最近的民用航空站为沙托鲁机场，该机场开行季节性航班，距离拉沙特尔市中心的公路里程约40公里。

### 城市公共交通
截至2021年7月，拉沙特尔暂无城市公共交通系统。

## 政治

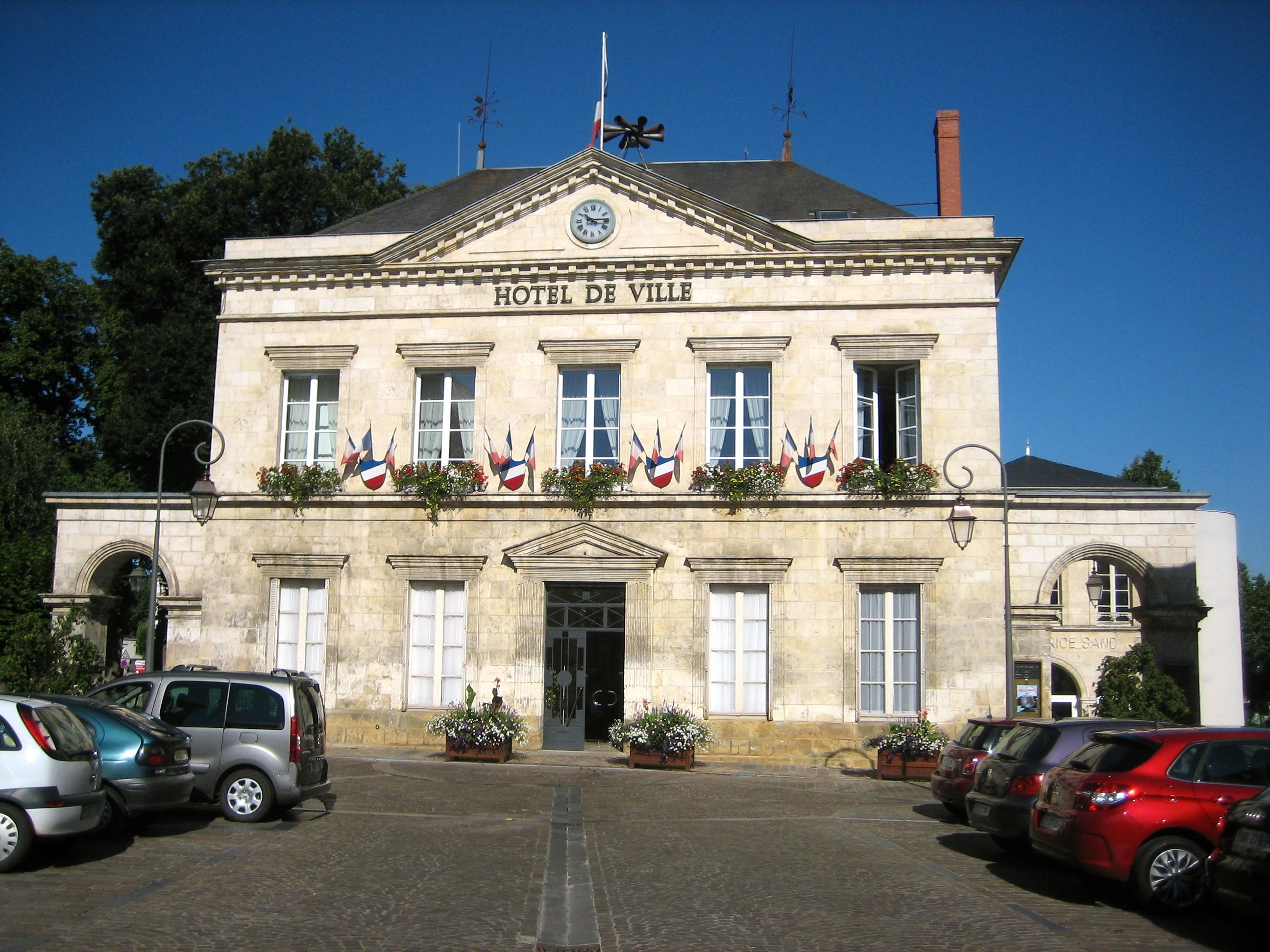
拉沙特尔市政厅

拉沙特尔的现任市长为帕特里克·瑞达莱先生（Patrick Judalet），他是一名右翼无党派人士，在2020年的市政选举中获得了56.06%的支持率。
在2017年的法国总统大选中，法国第25任总统埃马纽埃尔·马克龙在拉沙特尔获得了67.68%的支持率。
| 拉沙特尔历届市长 |                                    |                           |
| 任期             | 市长                               | 党派                      |
| 1945年－1959年   | André Chabenat 安德烈·沙伯纳       | RAD激进党                 |
| 1959年－1971年   | Jean Toury 让·图里                 | UDR共和国保卫联盟         |
| 1971年－1977年   | Jacques Chauvet 雅克·绍韦          | PRG左派激進黨             |
| 1977年－1995年   | Maurice Tissandier 莫里斯·蒂桑迪埃 | UDF法国民主联盟           |
| 1995年－2017年   | Nicolas Forissier 尼古拉·福里谢    | UMP人民运动联盟 →LR共和黨 |
| 2017年－         | Patrick Judalet 帕特里克·瑞达莱    | DVD右翼无党派人士         |

## 人口
2018年，拉沙特尔市镇人口数量为4,040，在法国排名第2,740位。其中男性1,762人，女性2,347人，75岁及以上人口占18.3%，外籍人口数量为943人，人口密度为667人/平方公里，当地居民被称为（男性）或（女性）。2019年，拉沙特尔境内出生36人，死亡人口91人。
| 年份   | 1936  | 1946  | 1954  | 1962  | 1968  | 1975  | 1982  | 1990  | 1999  | 2006  | 2007  | 2008  | 2013  | 2018  |
| ------ | ----- | ----- | ----- | ----- | ----- | ----- | ----- | ----- | ----- | ----- | ----- | ----- | ----- | ----- |
| 人口數 | 3,779 | 4,109 | 4,110 | 4,025 | 4,524 | 4,847 | 4,922 | 4,623 | 4,547 | 4,488 | 4,477 | 4,465 | 4,289 | 4,040 |

## 经济

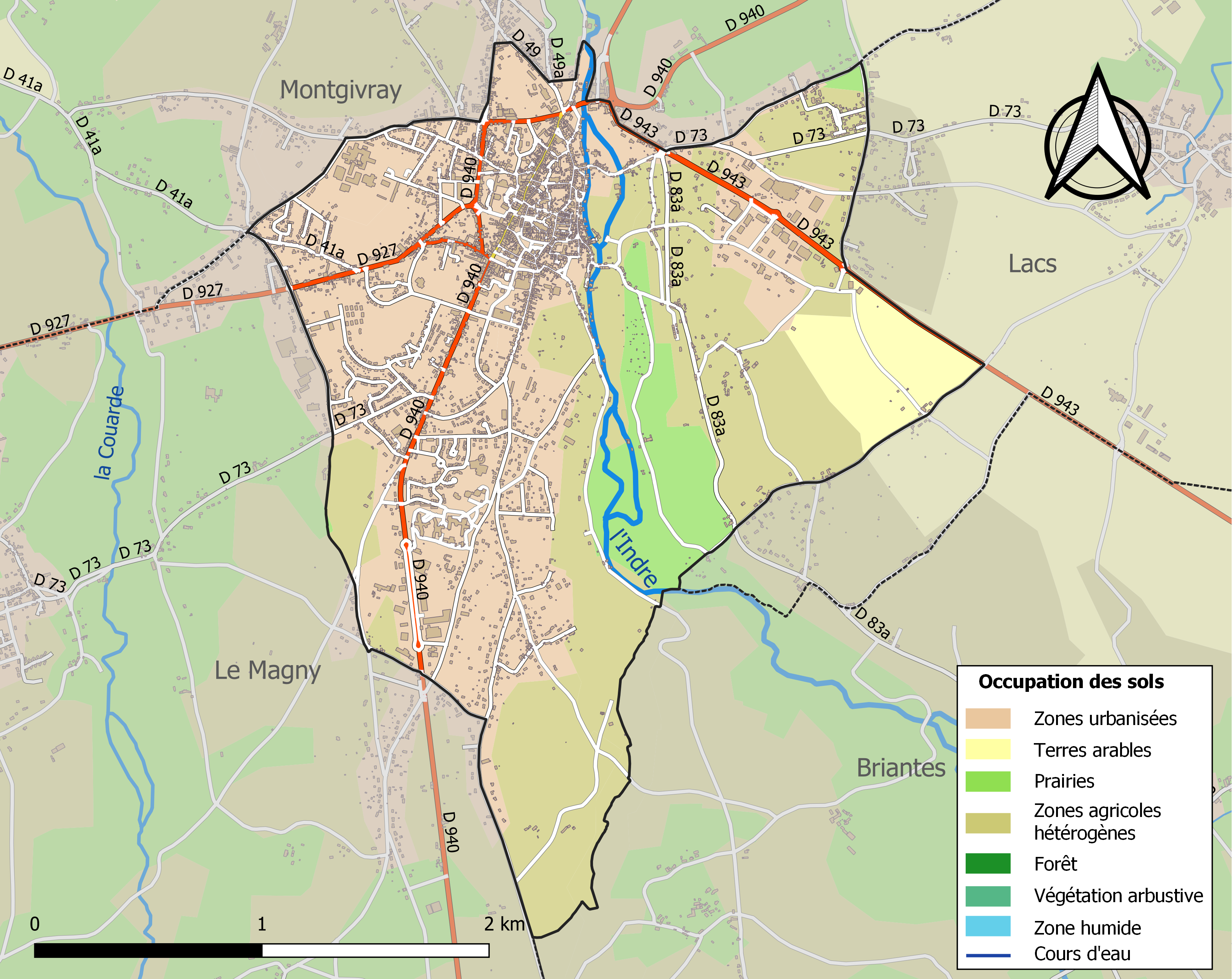
拉沙特尔土地利用情况地图

截止2021年7月，拉沙特尔共有各类用人单位684家，平均历史为20年，其中99.49%为中小型企业（PME）。（金属门窗生产）、（易爆品销售）及（装修）是当地2019年营业额最高的三个企业，分别为14,637,620欧元、12,820,934欧元和9,151,278欧元。

## 财政收入
2019年，拉沙特尔的财政收入总额为5,074,580欧元，财政支出总额为4,681,730欧元，当年的债务总额为6,816,470欧元。2020年，拉沙特尔共获得1,150,227欧元的国家财政补助，比上一年减少了0.02%。
2017年，拉沙特尔的人均月收入总额为1,816欧元，其中高级职员为3,409欧元，低于法国平均水平（4,214欧元）；中级职员为2,112欧元，低于法国平均水平（2,353欧元）；普通职员为1,519欧元，亦低于法国平均水平（1,690欧元）。
2017年，拉沙特尔境内的青壮年（15至64岁）失业率为17.6%，当地42.1%的家庭拥有纳税资格，平均纳税1,917欧元，低于法国平均水平（3,888欧元）。

## 社会事务

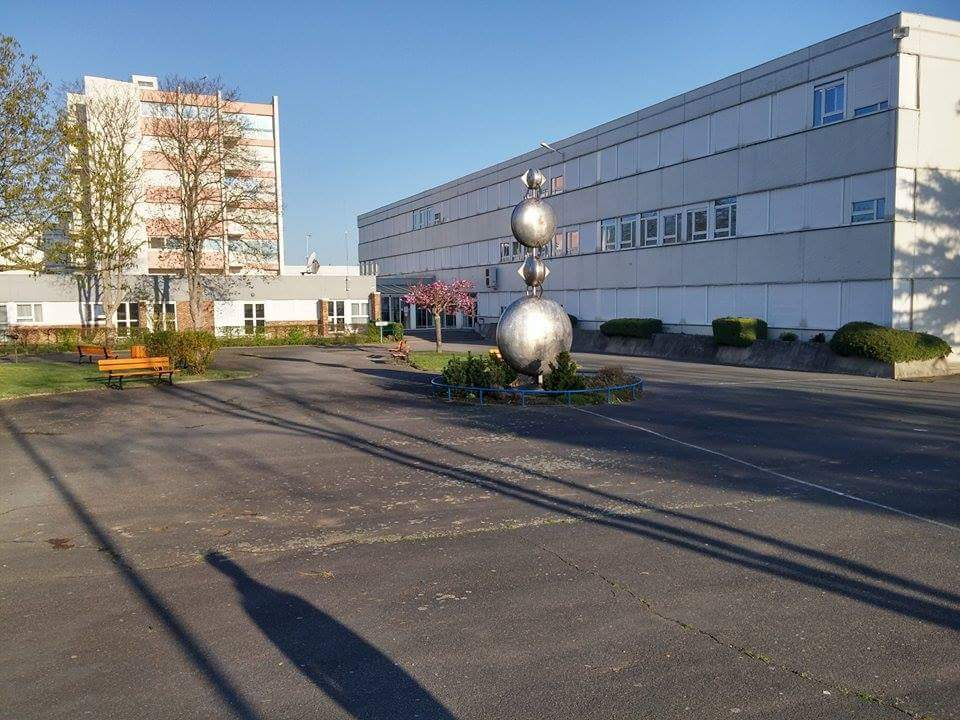
拉沙特尔乔治·桑高级中学

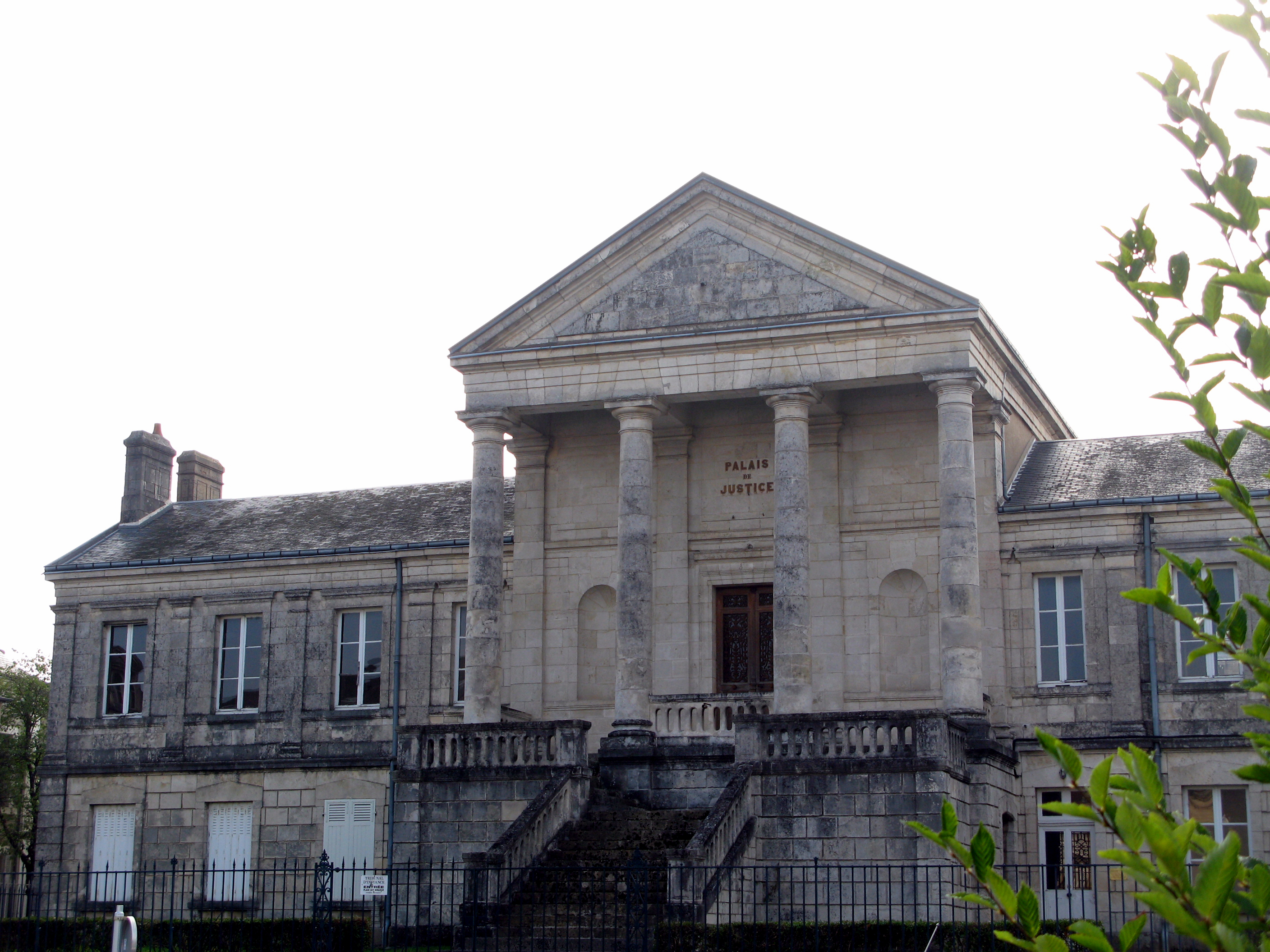
拉沙特尔审判法院

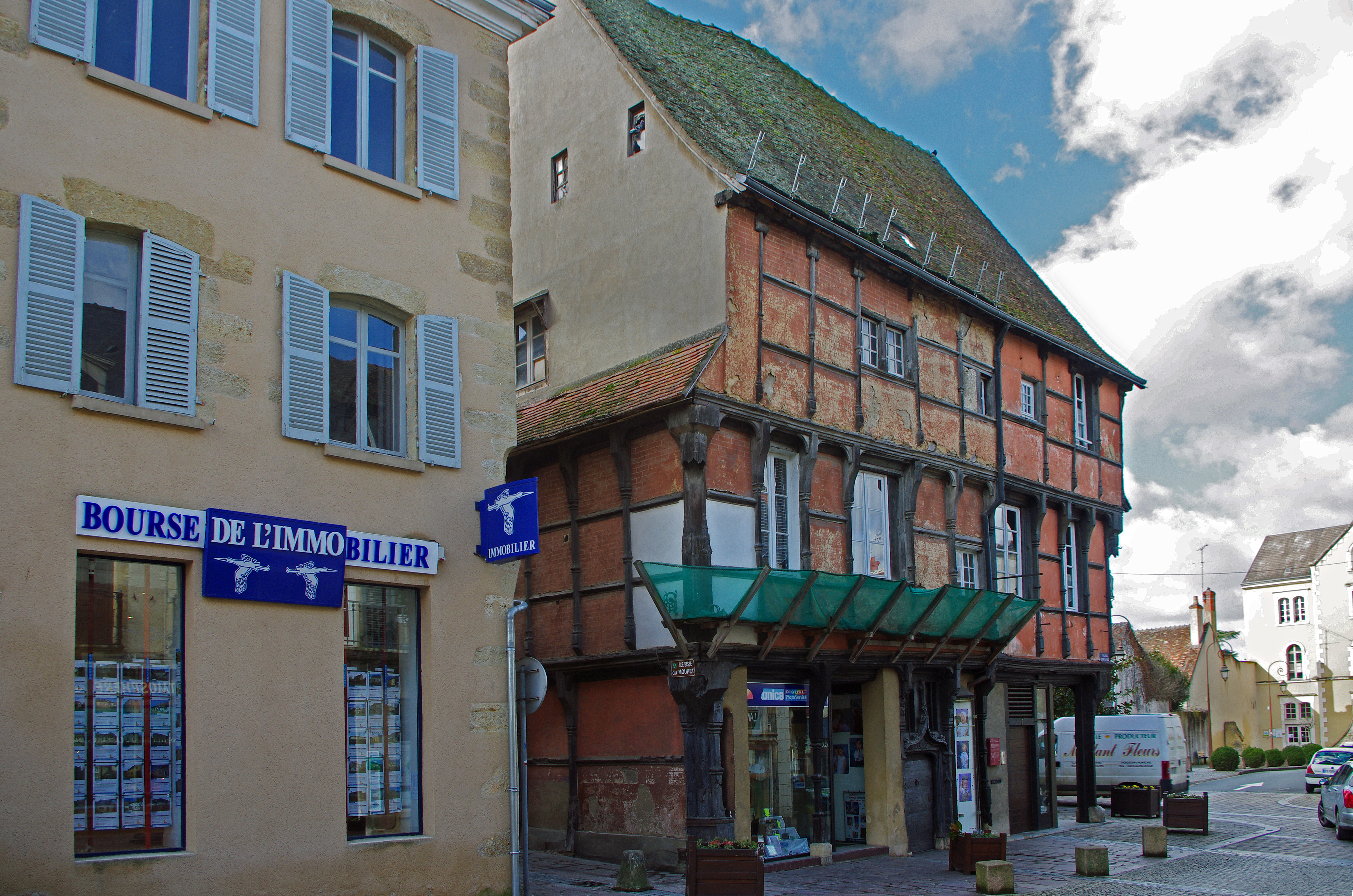
拉沙特尔市中心的店铺

### 教育
拉沙特尔属于奥尔良-图尔学区。截止2019年1月1日，拉沙特尔境内共有2所幼儿园、3所小学、1所初级中学和1所普通高中。2018至2019学年度，拉沙特尔境内共有在校中等教育阶段学生1,102名。

### 医疗
截止2019年1月1日，拉沙特尔境内共有全科医生7名、保健师2名、牙医5名、护士10名、眼科医生1名、皮肤科医生1名和助产士2名。境内共有药房4家、养老院1家、残疾人帮扶中心3家。
拉沙特尔中心医院（Centre Hospitalier de La Châtre）是法国的一个区域性医疗机构，其主病区位于拉沙特尔市区，设有床位125个，是当地规模最大的公立综合性医院。

### 住房
2017年，拉沙特尔境内共有各类住房2,810套，其中76.7%为独立式居民区，6.5%为集中式居民区。常住房屋占拉沙特尔市镇范围内居民建筑总量的66.4%。
在住房保障政策方面，2017年，拉沙特尔境内共有656户家庭获得了住房经济补助，受益人数占总人口数量的16%，其中635份为房租补助。

### 商业
2019年，拉沙特尔境内共有各类实体商铺135家，其中餐厅17家、大型超市2家、面包房4家、肉铺5家、书店4家、装饰品店5家、银行门店6家、美容美发店10家、汽车维修店12家。市中心建有一家家乐福超市，市区东部和西部分别建有一家Super U超市和Intermarché购物中心。

### 体育
2019年，拉沙特尔境内共有1家游泳池、2间体育馆、1座综合体育场、4处网球场、1处马术场、1处足球或橄榄球场以及2处篮球或排球场。
截至2021年7月，拉沙特尔体育联盟（Union Sportive La Châtre）是当地唯一的注册足球队，2021至2022赛季参加中央-卢瓦尔河谷大区足球联赛。

### 环境
拉沙特尔的环境事务由其所属的公共社区负责。2019年，拉沙特尔境内共有1家污染企业。

### 治安
2019年，拉沙特尔市镇范围内有1处宪兵队。
2014年，拉沙特尔及附近地区共发生各类案件1,285起，其中盗窃类案件713起，经济类案件159起，毒品交易类案件76起。

## 文化
2019年，拉沙特尔境内共有1家电影院和1家博物馆。拉沙特尔市政府提供多媒体中心，向公众全年开放。

### 建筑
拉沙特尔境内有多处历史建筑，其中圣日耳曼教堂是当地的标志性建筑物，圣母宫（Hôtel Notre-Dame）、拉沙特尔城堡（Château de La Châtre）等为法国国家文物保护单位。

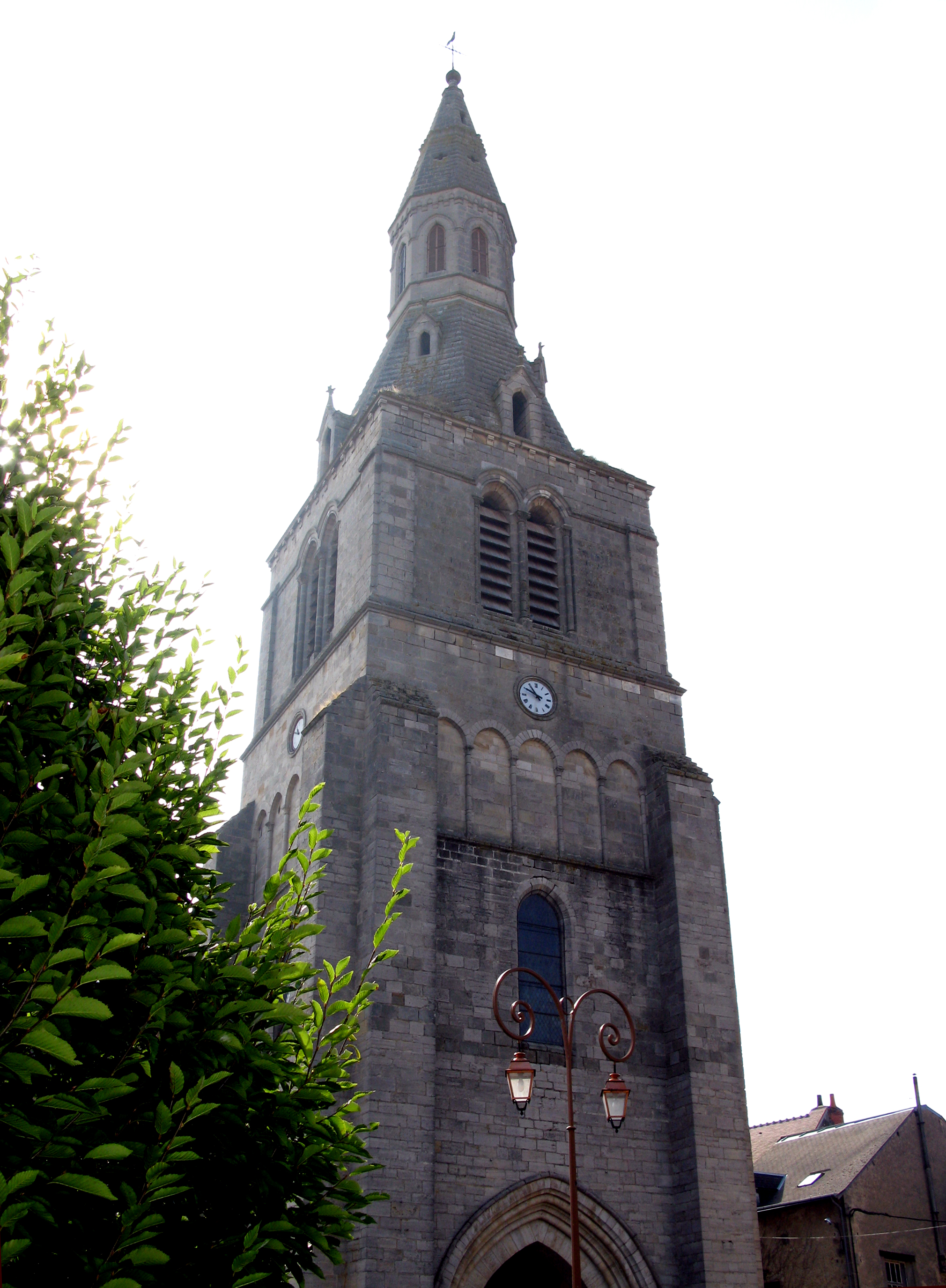
圣日耳曼教堂（法语：Église Saint-Germain de La Châtre）
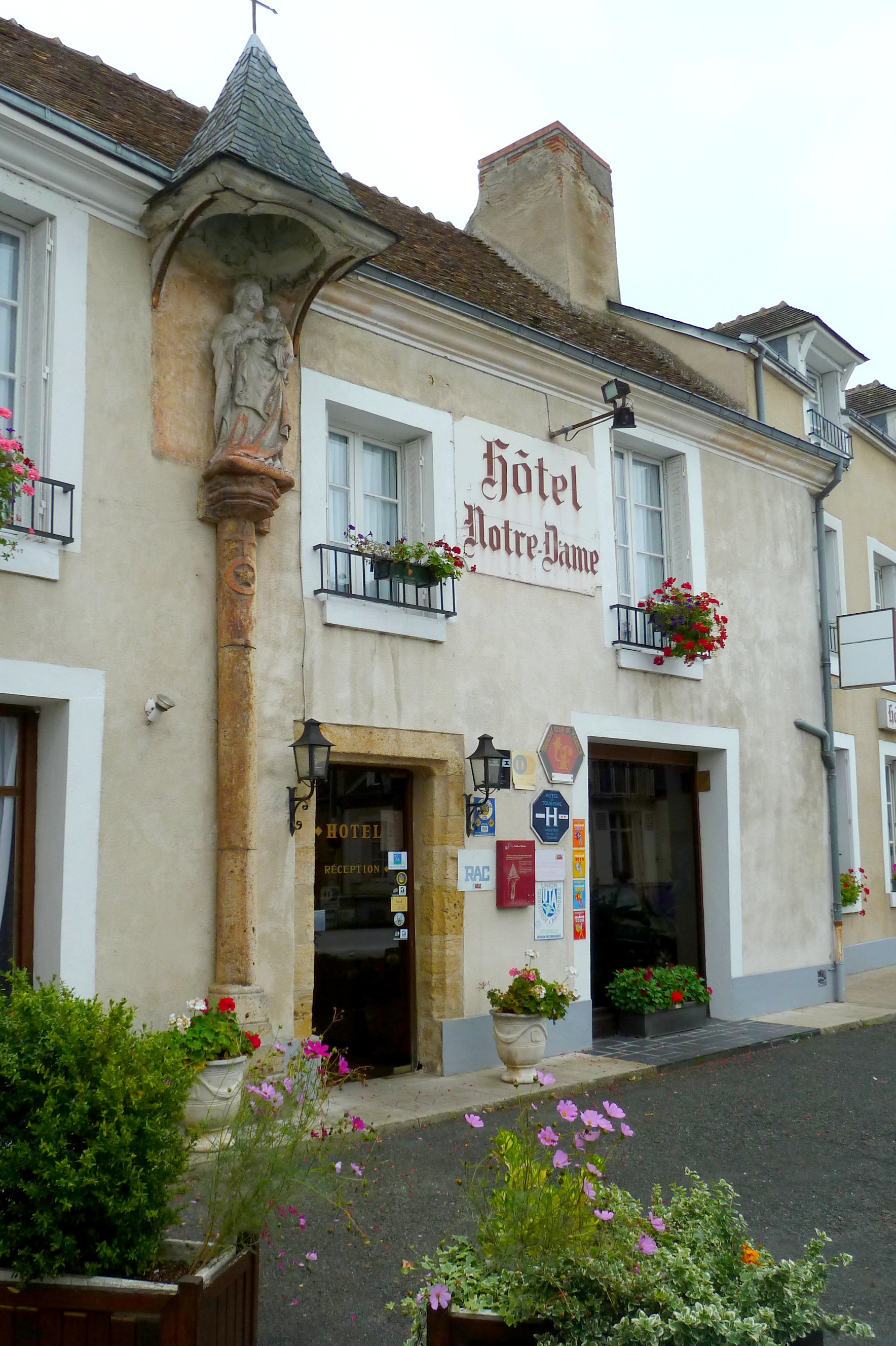
圣母宫
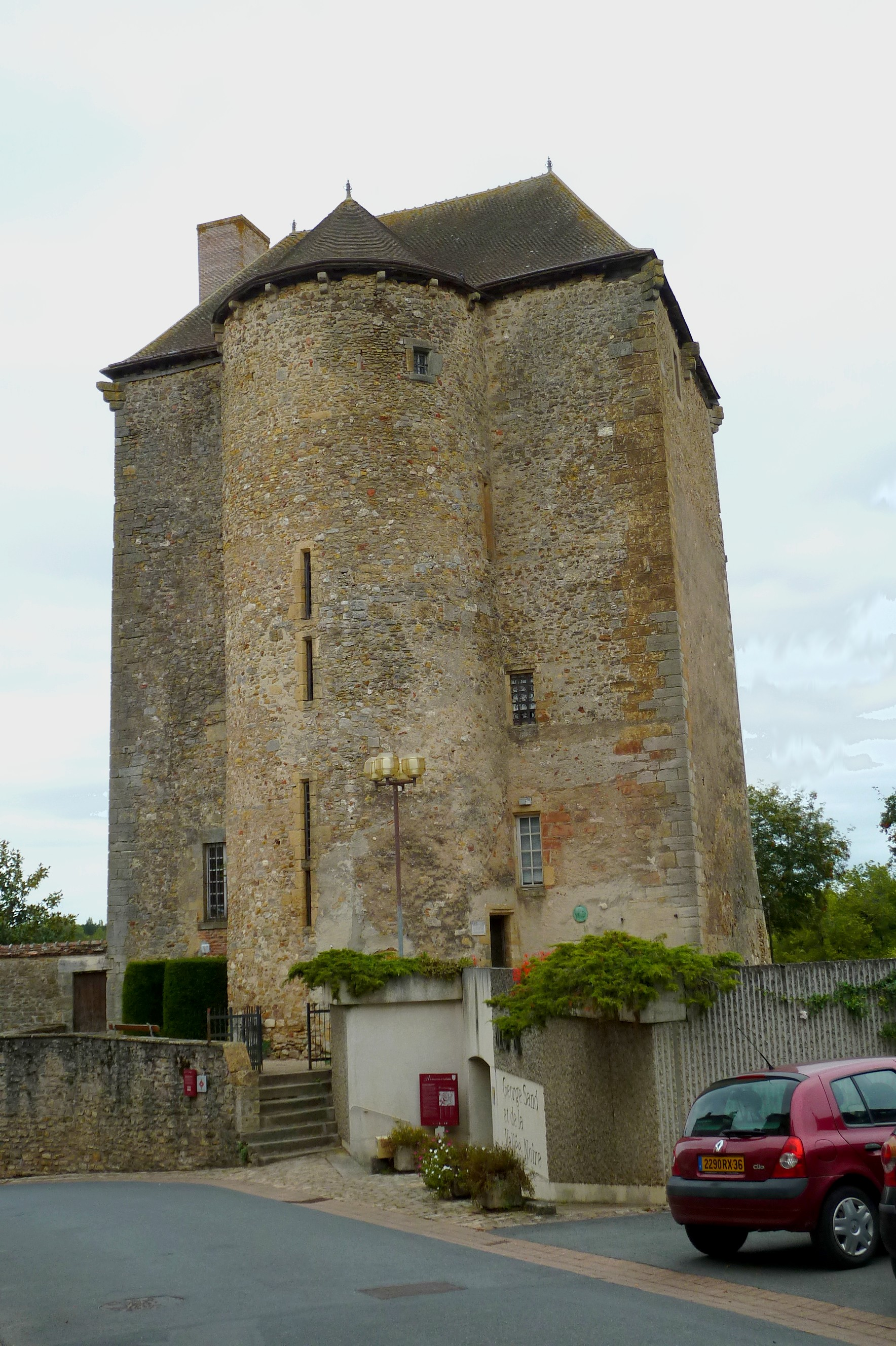
拉沙特尔城堡
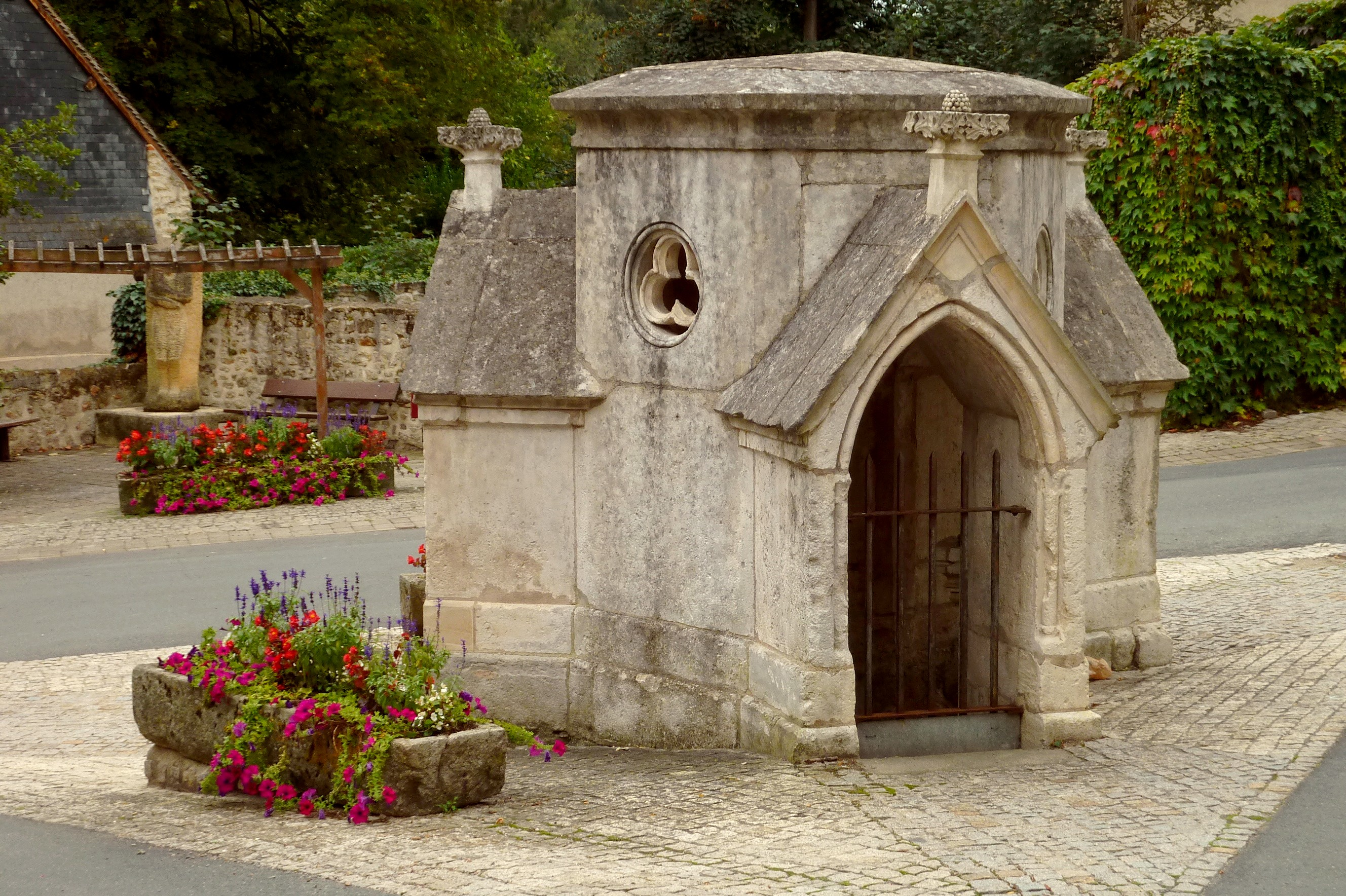
圣拉德贡德喷泉
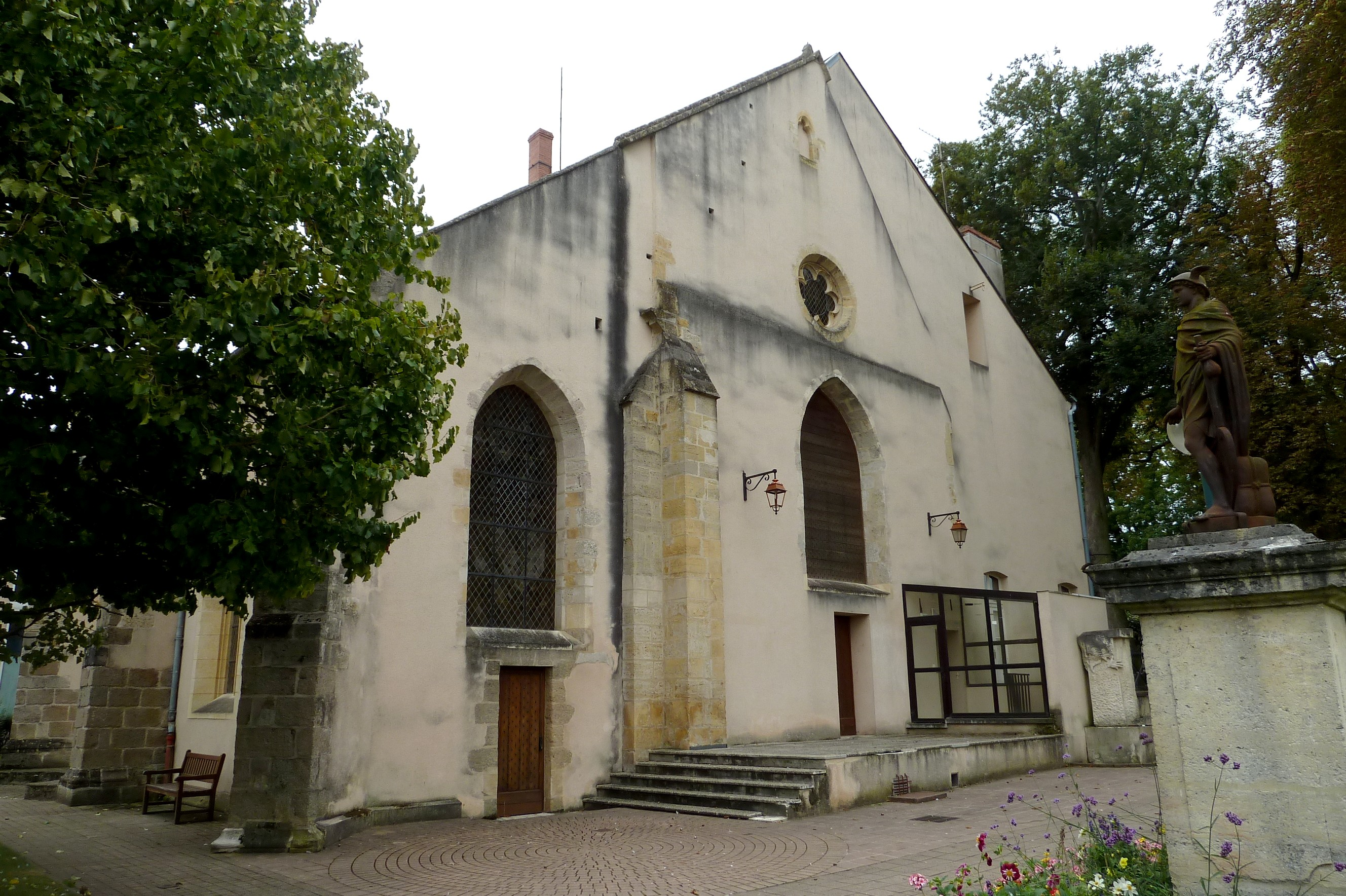
教会
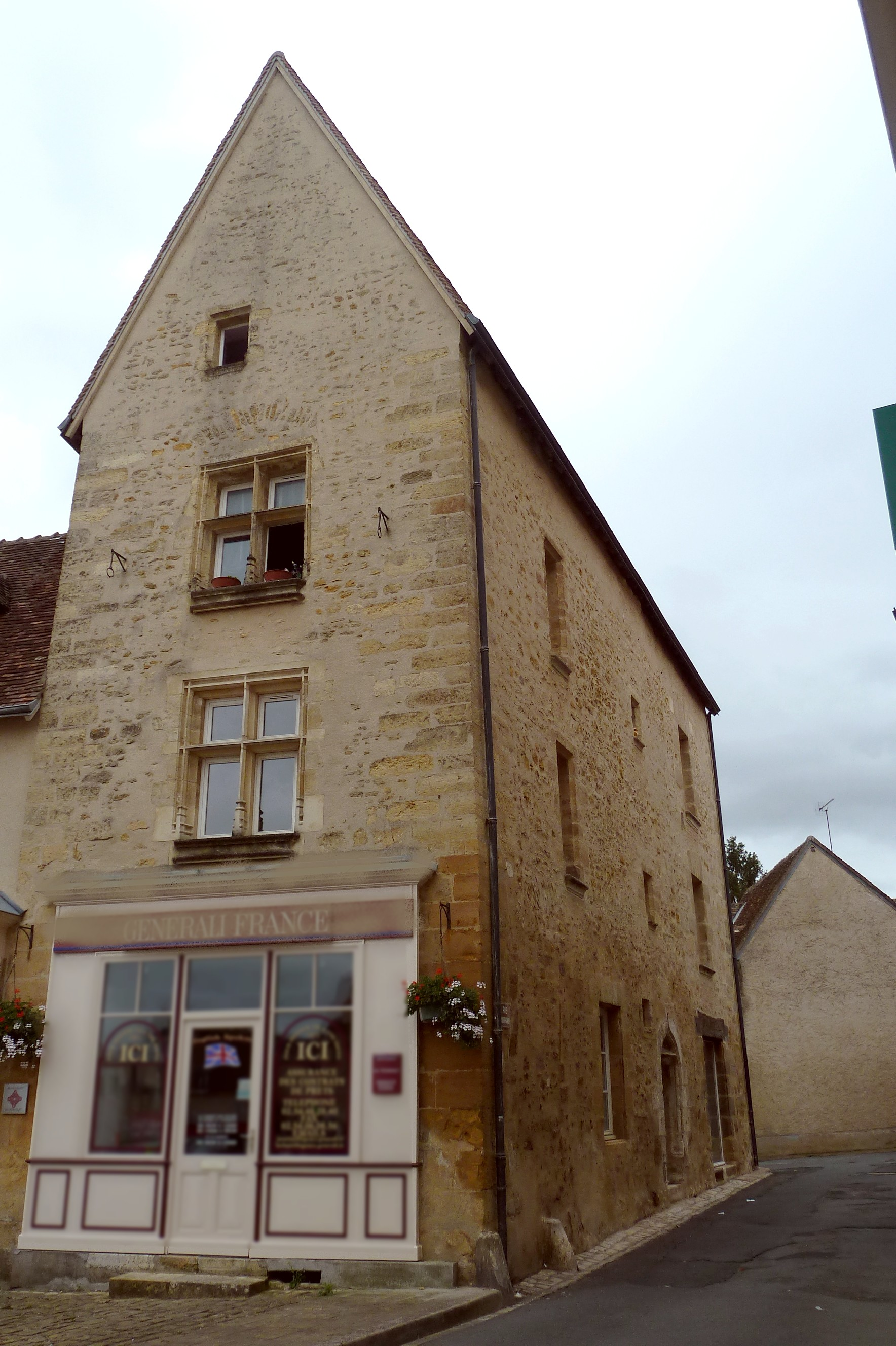
传统民居
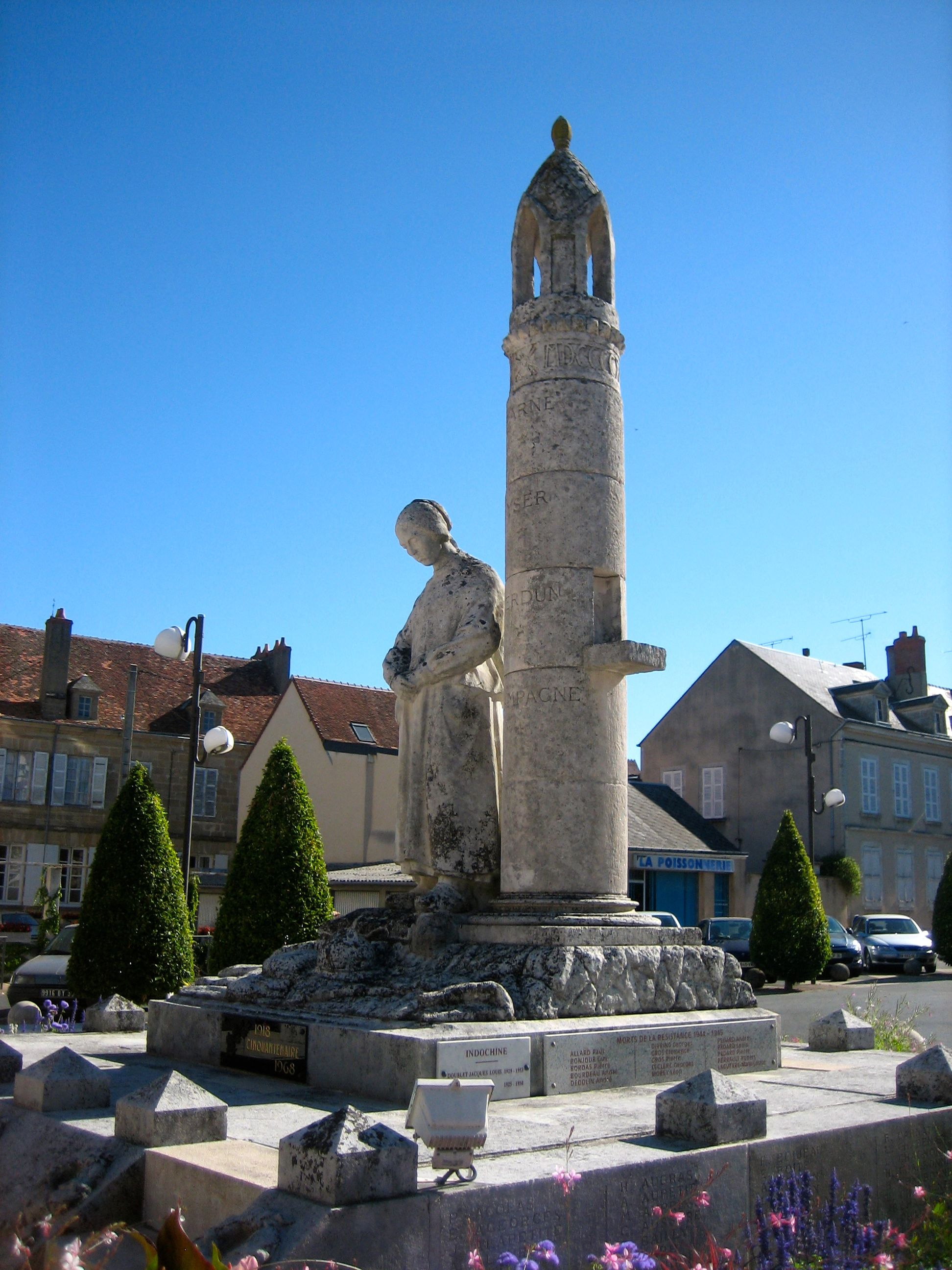
烈士纪念碑

### 旅游
拉沙特尔的旅游事务由其所属的公共社区负责。2020年，拉沙特尔境内共有2家酒店共计26间房间。

### 媒体
法国主要的媒体均可在拉沙特尔接收，法国电视三台下属的中央-卢瓦尔河谷大区频道在部分时段播出拉沙特尔所属区域的地方新闻。

## 相关人物
法国女文学家乔治·桑曾在拉沙特尔附近长期生活。
法国中世纪画家纪尧姆·德·马尔西亚、司法学家埃米尔·阿科拉斯和自行车运动员马塞尔·迪索出生于拉沙特尔。

## 友好城市
截至2021年7月，拉沙特尔共与一座城市互为友好城市关系：
- 義大利 斯皮林贝戈